# Emi Naito
Emi Naitō (内藤 恵美, Naitō Emi), née le 6 octobre 1979, est une joueuse de softball japonaise. Durant les Jeux olympiques d'été de 2000, elle remporta la médaille d'argent puis, aux Jeux olympiques d'été de 2004, elle remporta une médaille de bronze.